# George Brunies
George Brunies (né à La Nouvelle-Orléans le 6 février 1902 et mort le 19 novembre 1974 à Chicago) était un tromboniste de jazz américain.
Il joue dès l'âge de huit ans dans un orchestre de Papa Jack Laine, tout comme il jouera plus tard dans celui de son fils, Alfred Laine (de). Il se rend à Chicago en 1919, puis à nouveau en 1923 pour intégrer ce qui va devenir l'orchestre des New Orleans Rhythm Kings. Il les quitte en 1924 pour l'orchestre de Ted Lewis où il reste pendant dix ans.
Il est le frère des musiciens Abbie Brunies (en) et Merritt Brunies (en).

## Discographie
- Eccentric (avec Muggsy Spanier, 1939)